# Peter Joseph Elvenich
Peter Joseph Elvenich (* 29. Januar 1796 in Embken bei Zülpich; † 16. Juni 1886 in Breslau) war ein katholischer Theologe. Als Hochschullehrer für Philosophie in Breslau verteidigte er den Hermesianismus. Er steht für das Einvernehmen von Katholizismus und Preußen in der Zeit zwischen Preußischen Reformen und Deutschem Krieg. In der Folge des Ersten Vatikanischen Konzils schloss er sich dem Alt-Katholizismus an.

## Leben
Elvenich studierte Katholische Theologie und Philosophie in Münster. Als die Stadt zum Königreich Preußen kam und die Universität 1818 nach Bonn verlegt wurde, wechselte auch Elvenich den Studienort. 1821 wurde er Gymnasiallehrer in Koblenz. 1823 kam er als Privatdozent an die neue Rheinische Friedrich-Wilhelms-Universität Bonn. 1826 ernannte sie ihn zum a.o. Professor für Philosophie.
1829 folgte er dem Ruf der Schlesischen Friedrich-Wilhelms-Universität Breslau auf ihren Lehrstuhl für Philosophie. Von 1831 bis 1839 war er Direktor des Matthias-Gymnasiums. Für die akademischen Jahre 1841/42 und 1857/58 war er Rektor der Schlesischen Friedrich-Wilhelms-Universität Breslau.
Schon in dem Werk Die Moralphilosophie (Bonn 1830–33, 2 Bde.) hatte er sich als Anhänger des Hermesianismus gezeigt. Als die päpstlichen Dekrete vom 26. September 1835 und 7. Januar 1836 Georg Hermes’ Schriften verdammten, suchte Elvenich in seinen Acta Hermesiana (Göttingen 1836, 2. Aufl. 1837) zu beweisen, dass dem eine unrichtige Darstellung des Hermesianismus zu Grunde gelegen habe.
Er reiste 1837 mit dem Professor Johann Wilhelm Joseph Braun selbst nach Rom, um eine Revision der fraglichen Verdammungsdekrete zu erwirken. Beide berichteten in den Acta romana, verbunden mit den Meletemata theologica (Hannover u. Leipzig 1838), über die gescheiterten Verhandlungen.
Elvenich wurde 1839 zum Oberbibliothekar der Königlichen Universitätsbibliothek Breslau ernannt. Er behielt seine Professur, verlor sie aber 1843 auf Antrag des Koadjutors des Kölner Erzbischofs Johannes von Geissel. In den sechziger Jahren trat Elvenich mit Joseph Hubert Reinkens für Johannes Baptista Baltzer ein. Nach dem Ersten Vatikanischen Konzil schloss er sich den Altkatholiken an. Er starb im 91. Lebensjahr.

## Werke
- Verteidigungsschrift in 2 Lieferungen, Breslau 1839
- Der Hermesianismus und Johannes Perrone, sein römischer Gegner (Teil 1, Breslau 1844)
- Aktenstücke zur geheimen Geschichte des Hermesianismus (Breslau 1845.);
- Pius IX., die Hermesianer und der Erzbischof Johannes von Geissel (Breslau 1848)
- Die Wesenheit des Geistes (Breslau 1857)
- Drei gegen Einen in der Reinkensschen Angelegenheit unter dem Namen Sincerus Pacificus (Breslau 1862)
- Beiträge aus der Provinz in der Baltzerschen Angelegenheit unter dem Namen Mich. Schlichting (Breslau 1864)
- Die Beweise für das Dasein Gottes nach Cartesius (Breslau 1868)
- Der unfehlbare Papst (Breslau 1874)
- Der Papst und die Wissenschaft (Breslau 1875)